# 돌아와요 부산항애
"돌아와요 부산항애"는 2018년에 개봉한 대한민국의 영화인데 원래 1월 3일 개봉 예정이었으나    같은 달 17일로 개봉일이 바뀌었으며 998명의 관객 밖에 동원하지 못하여 흥행 실패의 수모를 겪었다.

## 출연
- 성훈 : 김태성 역
- 조한선 : 김태주 역
- 윤소이 : 찬미 역
- 공정환 : 공상두 역 - 이 영화의 메인 빌런이자 최종 보스
- 이익준 : 민구 역
- 박철민 : 강구 역
- 손병호 : 쉐인 역
- 박지일 : 박원장 역
- 배태원 : 불나방 역
- 지민혁 : 어린 김태성 역
- 신세휘 : 어린 찬미 역
- 윤예희 : 세현 역
- 박정학 : 황 회장 역
- 공현주 : 차민경 역
- 김영우 : 제임스 역
- 신형기 : 갈치 역
- 김성진 : 호루라기경찰 역
- 곽성찬 : 어린 민구 역
- 김태영 : 10세 태성 역
- 유제건 : 10세 태주 역
- 노태목 : 경찰청장 역
- 하돈웅 : 양코 역
- 전원규 : 발가락 역
- 조기일 : 무명사주지스님 역
- 조엘 : 텍사스촌외국인소년 역
- 전승빈 : 형사 1 역
- 강명휴 : 형사 2 역
- 임진택 : 보스 1 역
- 박규태 : 보스 2 역
- 김상국 : 보스 3 역
- 우상헌 : 경찰수사팀 역
- 김다현 : 강구 딸 역
- 신윤식 : 어린 민구 친구 1 역
- 봉현우 : 어린 민구 친구 2 역
- 양우영 : 어린 민구 친구 3 역
- 박세준 : 상두 부하 1 역
- 신범식 : 민구 부하 1 역
- 조명행 : 민구 부하 2 역
- 김필수 : 괴한 역
- 성인자 : 정신요양원 할머니 역
- 이상수 : 영정 사진 역
- 최지아 : 일본 여인 역
- 조한주 : 야쿠자 1 역
- 정다훈 : 야쿠자 2 역
- 정다현 : 불량청소년 역
- 김시온 : 희망원 빨간바지 역
- 안혜림 : 희망원 아이 역
- 이경련 : 은진 역
- 유현웅 : 하야시 역
- 양성훈 : 유관철 부하 용병 역
- 우승하 : 유물 도굴꾼 역
- 최문식 : 쉐인카드팀 역
- 조성직 : 쉐인카드팀 역
- 이욱태 : 쉐인카드팀 역
- 김인극 : 쉐인카드팀 / 파티장 손님 역
- 장혁표 : 파티장 손님 역
- 서성만 : 파티장 손님 역
- 백유식 : 파티장 손님 역
- 백경수 : 파티장 손님 역
- 공선영 : 파티장 손님 역
- 정근 : 병원 의사 역
- 정윤 : 병원 의사 역
- 김이안 : 간호사 역
- 김용균 : 태성친구 / 양코 (목소리) 역
- 이재용 : 장우석 경찰팀장 역 (특별출연)
- 김동현 : 유관철 역 (특별출연)

## 같이 보기
- 2018년 대한민국의 영화 목록